# 坪川信三
坪川 信三（つぼかわ しんぞう、1909年（明治42年）11月13日 - 1977年（昭和52年）11月20日）は、日本の政治家。位階は正三位勲一等、勲章は旭日大綬章。
自由民主党衆議院議員（10期）、福井市長（1期）、建設大臣、総理府総務長官、沖縄開発庁長官を歴任した。福井県出身。

## 来歴・人物
1909年11月13日、福井県足羽郡社村種池（現・福井市種池1丁目）に生まれる。
1924年3月社村江守尋常小学校高等科卒業。1929年3月福井師範学校（現・福井大学教育学部）卒業。
北京で日本居留民の教育に携わり,のち湯沢三千男内相の秘書官となる。
1946年4月、福井県全県区から第22回衆議院議員総選挙に立候補し初当選するも、炭鉱国管疑獄では、1948年（昭和23年）衆議院不当財産取引調査委員会に証人喚問され、その後逮捕されたが起訴猶予処分となった。以後当選10回。郵政政務次官、通商産業委員長を歴任するが、1955年は立候補を見送り、だるま屋百貨店（西武福井店の前身）の経営に携わる。
1958年の衆院選で落選し、1959年5月、福井市長に当選し1期務める。
1963年の衆院選で再び衆議院議員に復帰し、1968年11月第2次佐藤第2次改造内閣の建設大臣として初入閣。1971年、自民党経理局長に就任。予算委員長を経て1972年12月、第2次田中角栄内閣の総理府総務長官、沖縄開発庁長官として2度目の入閣。1976年再び予算委員長を務める。
議員在職中の1977年11月20日、肝不全のため、死去した。68歳没。翌21日、特旨を以て位記を追賜され、勲八等から正三位勲一等に叙され、旭日大綬章を追贈された。追悼演説は同年12月19日、衆議院本会議で小林進により行われた。

## 経歴
- 1959年5月 - 第11代福井市長
- 1968年11月 - 建設大臣（第2次佐藤栄作内閣）
- 1972年12月 - 総理府総務長官、沖縄開発庁長官（第2次田中角栄内閣）